# Isis minorbrachyblasta
Isis minorbrachyblasta är en korallart som beskrevs av Zou et al. 1991. Isis minorbrachyblasta ingår i släktet Isis och familjen Isididae. Inga underarter finns listade i Catalogue of Life.